# Phascolosoma annulatum
Phascolosoma annulatum är en stjärnmaskart som beskrevs av Hutton 1879. Phascolosoma annulatum ingår i släktet Phascolosoma och familjen Phascolosomatidae. Inga underarter finns listade i Catalogue of Life.